# Pegundan (Petarukan)
Pegundan is een bestuurslaag in het regentschap Pemalang van de provincie Midden-Java, Indonesië. Pegundan telt 9835 inwoners (volkstelling 2010).